# Toshiya Fujita
Toshiya Fujita (Prefectura de Shizuoka, Japó, 4 d'octubre de 1971) és un exfutbolista japonès.

## Selecció japonesa
Toshiya Fujita va disputar 24 partits amb la selecció japonesa.